# Frescada
Frescada è un centro abitato della provincia di Treviso, diviso tra i comuni di Preganziol (che la considera frazione), Casier (che la classifica come località) e, marginalmente, Treviso ("Frescada Vecchia"), dove ha sede un'antica stazione di posta.
Si sviluppa lungo il Terraglio (Strada statale 13 Pontebbana) formando un continuum con San Lazzaro di Treviso a nord, con San Trovaso di Preganziol a sud e con Dosson di Casier a est.
Il toponimo, citato sin dal 16 marzo 1288 (loco dicto de la frascata), si riferisce a un'antica osteria la quale, come è tuttora usanza nel Trevigiano, esponeva una frasca per segnalare la vendita di vino.
Per secoli, comunque, Frescada rimase una località rurale, e l'odierno quartiere residenziale è il risultato dell'urbanizzazione del secondo dopoguerra. La stessa storia ecclesiastica è recente: un primo luogo di culto fu improvvisato nel 1957 in un magazzino, per poi essere spostato in un oratorio e infine nella chiesa di San Giovanni Battista, consacrata dal 1984 dal vescovo di Treviso Paolo Magnani; la parrocchia fu istituita nel 1972.